# Amreli (distrikt)
Amreli är ett distrikt i delstaten Gujarat i Indien. Administrativ centralort är Amreli. Vid folkräkningen 2011 hade Amreli 1 513 614 invånare. Folkräkningen från 2001 visade att Amreli hade 1 393 918 invånare; 1 080 960 av dessa bodde på landsbygden och 312 958 bodde i tätorter.

## Demografi
Av den kvinnliga befolkningen i Amreli är 66,97% läskunniga, av männen är 81,82% läskunniga. Hinduism är den vanligaste religionen med 1 307 460 troende, islam näst störst med 83 077 troende. 2 309 personer är jainister.